# Trichothaumalea pluvialis
Trichothaumalea pluvialis är en tvåvingeart som först beskrevs av Dyar och Shannon 1924.  Trichothaumalea pluvialis ingår i släktet Trichothaumalea och familjen mätarmyggor.
Artens utbredningsområde är British Columbia. Inga underarter finns listade i Catalogue of Life.